# 秘書技能検定試験
秘書技能検定試験（ひしょぎのうけんていしけん）とは、公益財団法人実務技能検定協会が運営・実施する検定。文部科学省後援。一般に秘書検（ひしょけん）や秘書検定と言った場合、これを指すことが多い。年間2回実施される。ただし、3級および2級は、年に3回実施されるようになった。2021年3月より3級および2級はCBTでも随時実施されるようになった

## 概要
協会によると、秘書検定は、次にあげる5つの能力を測り、理論領域と実技領域に区分し、それぞれの領域の60%以上を正解した受験者を合格としている。また、準1級と1級には面接試験もあり、そこでも秘書としての能力が問われる。
かつて2006年までは文部科学省の認定試験だった。2006年の認定制度廃止により、文部科学省後援試験となっている。

## 必要とされる能力
- 理論領域
  - 必要とされる資質
  - 職務知識
  - 一般知識
- 実技領域
  - マナー・接遇
  - 技能

## 受験級
受験級は、以下の4つに分けられている。
- 1級
- 準1級
- 2級
- 3級

## 試験
2・3級は一次試験のみで合否の判定が行われるが、準1級以上は一次試験の他に二次試験がある。一次試験が合格基準に達した受験者には二次試験を受ける資格が与えられ、一次試験の合否通知に二次試験の案内が送られてくる。
一次試験は筆記試験である。解答は基本的にマークシート方式であるが、最後の部分には記述式の問題も課される。60分経過すれば途中退室が認められる。CBT試験でも記述式は存在するが出題形式は異なる。
筆記試験の試験時間は受験上の注意(10分)を除くと3級110分、2級120分、準1級130分、1級140分である。
CBTの試験時間は3級90分、2級100分である。
二次試験は、試験官との面接方式で行われる。面接は二人ずつでおよそ11分程度、内容はロールプレイングと簡単な質疑応答とされている。

## 合格点
- 1次試験 - 理論領域・実技領域ともに、問題の60%以上の正解で合格となる。
- 2次試験 -